# Ordine della Repubblica di Serbia
L'Ordine della Repubblica di Serbia è un ordine cavalleresco serbo.

## Storia
L'Ordine è stato istituito il 26 ottobre 2009 per premiare capi di Stato e di governo per meriti speciali resi allo Stato serbo al suo popolo.

## Classi
L'Ordine dispone delle seguenti classi di benemerenza:
- Gran Collare
- Fascia

| Insegne | Insegne      |
| ------- | ------------ |
|         |              |
| Nastri  |              |
| Fascia  | Gran Collare |

## Insegne
- Il nastro è azzurro con una striscia bianca per la classe di Collare e due per quella di Fascia.

## Insigniti
Del gran collare:
1. Vladimir Putin (2013) - Presidente della Federazione Russa
2. Xi Jinping (2016) - Presidente della Repubblica Popolare Cinese
3. Nursultan Ábishuly Nazarbaev (2018) - Presidente della Repubblica del Kazakistan
4. Cirillo I (2021) - Patriarca di Mosca e tutta la Russia
5. Prokopīs Paulopoulos (2021) - Presidente della Repubblica Ellenica
6. Milorad Dodik (2021) - Presidente di turno della Presidenza della Bosnia ed Erzegovina
7. Abdel Fattah al-Sisi (2022) - Presidenti dell'Egitto

Della fascia:
1. Ivan Gašparovič (2013) - Presidente della Repubblica Slovacca
2. Dimitris Christofias (2013) - Presidente della Repubblica di Cipro
3. Mariano Rajoy (2013) - Presidente del Governo della Spagna
4. Karolos Papoulias (2013) - Presidente della Grecia
5. Traian Băsescu (2013) - Presidente della Romania
6. Serzh Sargsyan (2013) - Presidente dell'Armenia
7. Ilham Aliyev (2013) - Presidente dell'Azerbaigian
8. Aljaksandr Lukašėnka (2013) - Presidente della Bielorussia
9. Mikheil Saak'ashvili (2013) - Presidente della Georgia
10. Nursultan Äbişulı Nazarbaev (2013) - Presidente della Repubblica del Kazakistan
11. Almazbek Atambaev (2013) - Presidente del Kirghizistan
12. Nicolae Timofti (2013) - Presidente della Moldavia
13. Emomali Rahmon (2013) - Presidente del Tagikistan
14. Gurbanguly Berdimuhamedow (2013) - Presidente del Turkmenistan
15. Viktor Janukovyč (2013) - Presidente dell'Ucraina
16. Islom Karimov (2013) - Presidente dell'Uzbekistan
17. Hugo Chávez (2013, postumo) - Già Presidente del Venezuela
18. Fidel Castro (2015) - Già Presidente di Cuba
19. Abdelaziz Bouteflika (2016) - Presidente dell'Algeria
20. Beji Caid Essebsi (2016) - Presidenti della Tunisia
21. Marcelo Rebelo de Sousa (2017) - Presidente della Repubblica Portoghese
22. Nikos Anastasiadīs (2018) - Presidente della Repubblica di Cipro
23. Bojko Borisov (2019) - Primo ministro della Bulgaria
24. Miloš Zeman (2020) - Presidente della Repubblica Ceca
25. Alberto II (2020) - Principe sovrano di Monaco
26. Sebastian Kurz (2021) - Cancelliere federale dell'Austria
27. Nana Akufo-Addo (2021) - Presidente del Ghana